# Рингач (село)
Ринга́ч — село в Україні, в Новоселицькій міській громаді Чернівецького району Чернівецької області.

## Географія
У селі річка Данівка впадає у Рингач, ліву притоку Пруту.

## Історія
За даними на 1859 рік у власницькому селі Хотинського повіту Бессарабської губернії, мешкала 680 осіб (357 чоловічої статі та 323 — жіночої), налічувалось 113 дворових господарств, існувала православна церква.
Станом на 1886 рік у власницькому селі Новоселицької волості мешкало 853 особи, налічувалось 168 дворових господарств, існувала православна церква.
З 24 серпня 1991 року село входить до складу незалежної України.

## Населення
Населення становить 1165 осіб згідно перепису 2001 року.

### Мова
Розподіл населення за рідною мовою за даними перепису 2001 року:
| Мова            | Кількість | Відсоток |
| --------------- | --------- | -------- |
| українська      | 1083      | 92.96%   |
| румунська       | 69        | 5.92%    |
| російська       | 11        | 0.94%    |
| білоруська      | 1         | 0.09%    |
| інші/не вказали | 1         | 0.09%    |
| Усього          | 1165      | 100%     |

## Відомі люди
- Ватаманюк Василь Ананійович — український державний і політичний діяч. Заслужений будівельник України. Голова Чернівецької облради.
- Продан Максим Володимирович — професійний боксер, володар пояса IBF International у напівсередній вазі
- Хвиля Андрій Ананійович — партійний і державний діяч УРСР 1920—1930-х років з колишніх боротьбистів, боровся проти «українського націоналізму» і спричинився до ліквідації багатьох діячів української культури, активно репресував селян і відбирав зерно під час Голодомору в Україні (1932—1933), а в 1937-му році став жертвою сталінських репресій[4].

## Світлини

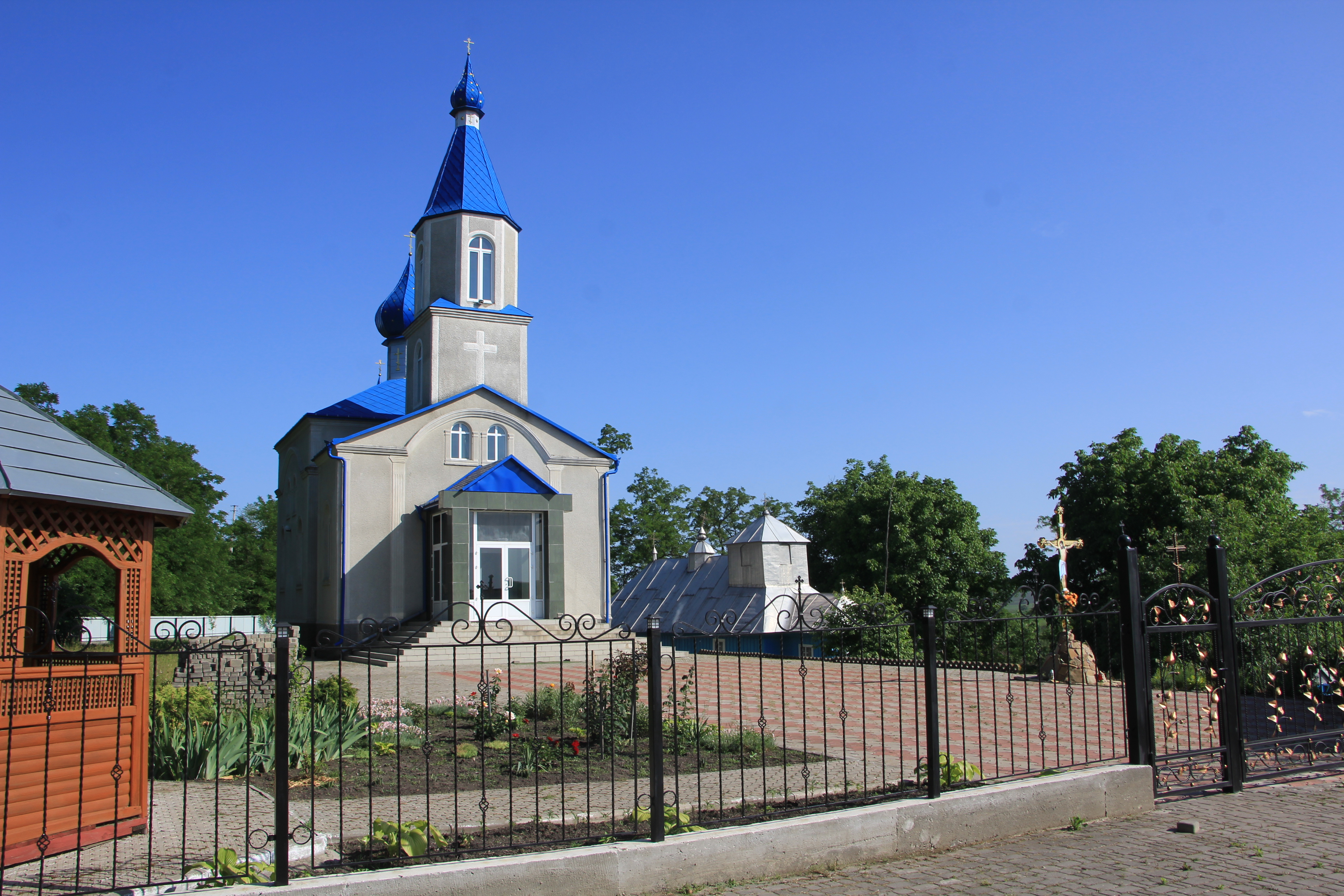
Церква Вознесення Господнього 2007 с. Рингач
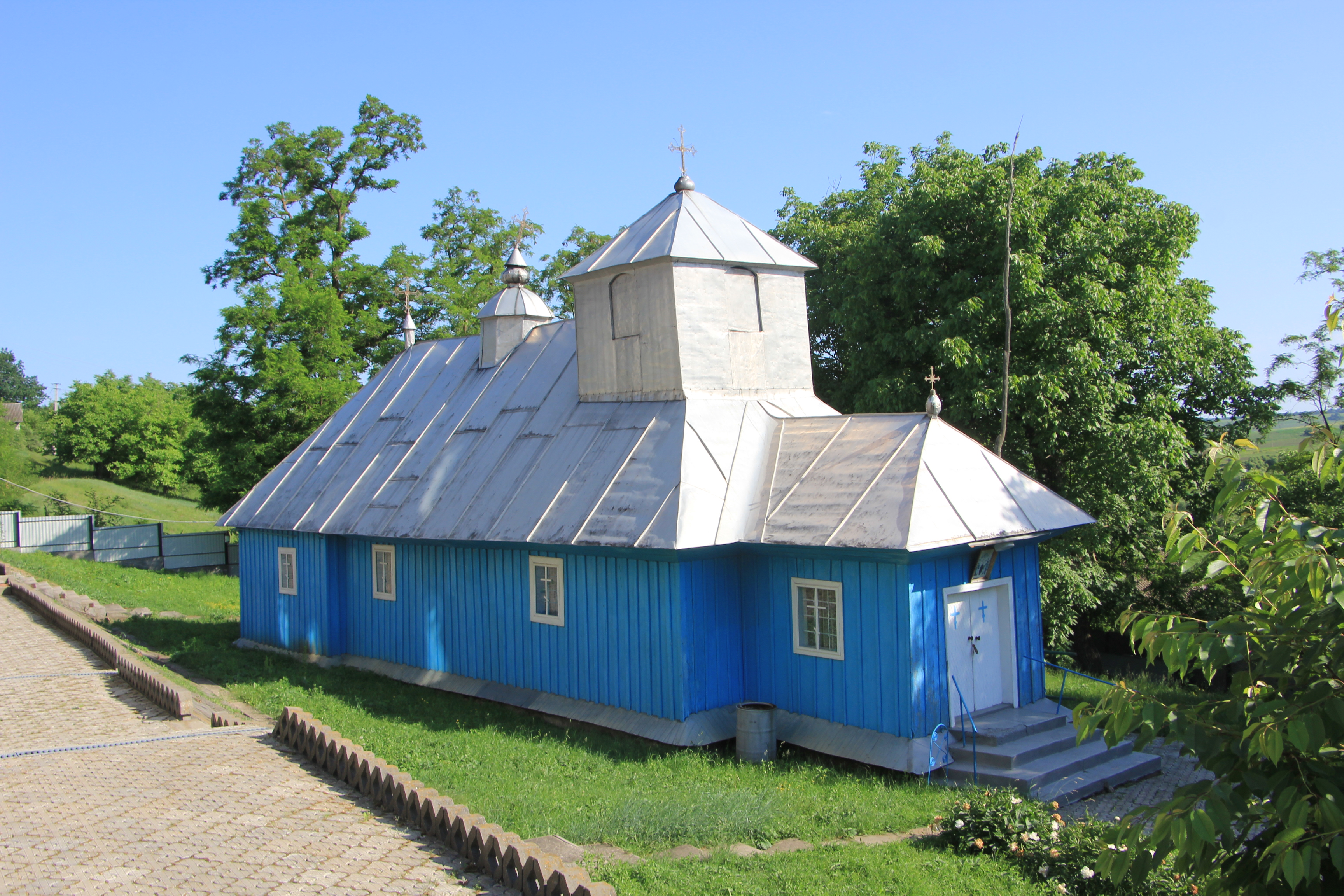
Церква Вознесення Господнього XVIII ст. с. Рингач
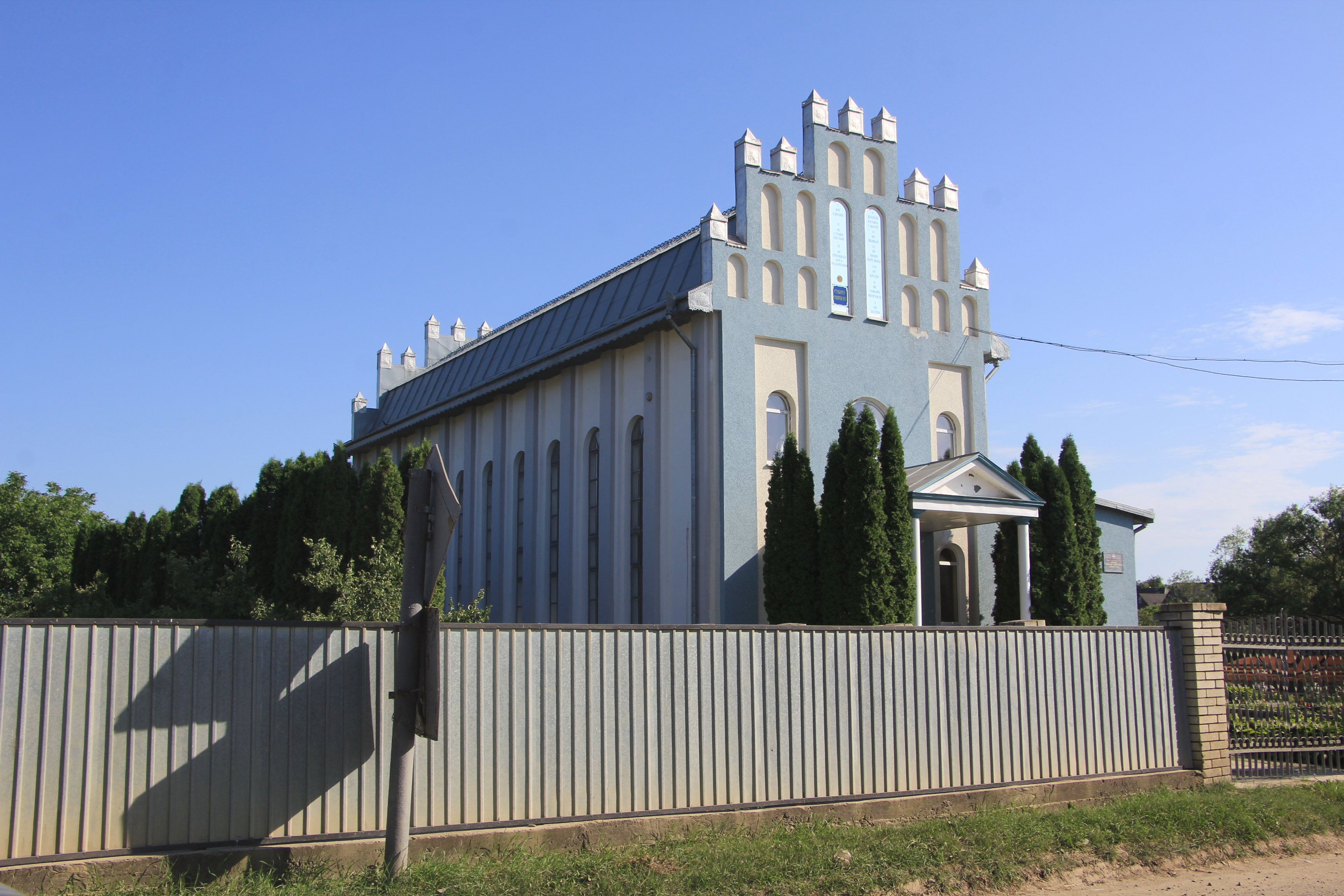
Дім молитви АСД с. Рингач